# Генрик Ґолд
Генрик Ґолд (англ. Henryk Gold; 3 вересня 1899, Варшава — 9 січня або 6 липня 1977, Нью-Йорк) — польський музикант і композитор єврейського походження, першопроходець польського джазу.

## Життєпис

### Раннє життя
Генрик Ґолд походив з відомої клезмерської родини Мелодистів.
Закінчив Варшавську консерваторію у класі Станіслава Барцевича.

### Кар'єра
У 1930-х роках був одним з найпопулярніших музикантів у Польщі. Зі своїм оркестром записував музику до фільмів. Разом з Єжи Петерсбурським та його братом Артуром Ґолдом вони керували популярним у Варшаві клубом «Адрія». У 1939 році він брав участь зі своїм оркестром у Всесвітній виставці в Нью-Йорку.

### Друга світова війна
Під час Другої світової війни виступав з концертами в СРСР, звідки виїхав з армією Андерса.

## Пам'ять
- Його ім'я викарбувано на меморіальній дошці на будинку Кароля Баґенського на вулиці Хмільній, 122, де він жив[5].